# Ezra Dewey
Ezra Dewey est un acteur américain.

## Filmographie

### Cinéma

#### Long-métrage
- 2015 : Everything Before Us : The Demolisher ;
- 2020 : The Boy Behind the Door : Kevin ;
- 2021 : The Djinn : Dylan Jacobs.

#### Court-métrage
- 2014 : Write It in the Sky : Young Nomad ;
- 2018 : Back to You : Young Ethan[2].

### Télévision
- 2016 : Gilmore Girls : Une nouvelle année : Steve ;
- 2016-2017 : Esprits criminels : Unité sans frontières : Jake Simmons ;
- 2017 : Esprits criminels : Jake Simmons.